# Virginia Beach Challenger 1978
Il Virginia Beach Challenger 1978 è stato un torneo di tennis facente parte della categoria ATP Challenger Series nell'ambito dell'ATP Challenger Series 1978. Il torneo si è giocato a Virginia Beach negli Stati Uniti dal 23 al 29 luglio 1978 su campi in cemento.

## Vincitori

### Singolare
Deon Joubert ha battuto in finale  Mike Cahill con il punteggio di 7–5, 6–1

### Doppio
Peter Rennert /  Kevin Curren hanno battuto in finale  Joe Meyers /  Trey Waltke con il punteggio di 6–3, 6–2